# خطوط فلوریانا
خطوط فلوریانا (به مالتی: Is-Swar tal-Furjana) خطی از استحکامات دفاعی در فلوریانا، در کشور مالت است که استحکامات والتا را احاطه کرده و دفاع بیرونی پایتخت را تشکیل می‌دهند. ساخت خطوط در سال ۱۶۳۶ آغاز شد و نام آن منسوب به مهندس نظامی طراحش، پیترو پائولو فلوریانی، است. خطوط فلوریانا در طول قرن‌های هفدهم و هجدهم میلادی اصلاح شدند و در طی محاصره فرانسه در سال‌های ۱۷۹۸–۱۸۰۰ مورد استفاده قرار گرفتند. امروزه، استحکامات هنوز تا حد زیادی دست نخورده هستند، اما نسبتاً فرسوده شده‌اند و نیاز به مرمت دارند.
خطوط فلوریانا یکی از پیچیده‌ترین و بهترین استحکامات شوالیه‌های مالت محسوب می‌شوند. از سال ۱۹۹۸، این خط دفاعی در فهرست آزمایشی میراث جهانی مالت، به عنوان بخشی از استحکامات شوالیه‌ها پیرامون بندرگاه‌های مالت قرار دارند.